# Mitjans de comunicació de Ruanda
Aquest és un article sobre els Mèdia o mitjans de comunicació de Ruanda. A Ruanda hi operen diverses emissores de televisió, diaris i emissores de ràdio. Aquestes formes de mitjans de comunicació serveixen a la comunitat ruandesa per difondre la informació necessària entre el públic en general. Estan regulades per un òrgan governamental independent, The Media High Council, basat en els estatuts relatius a la regulació dels mitjans de comunicació a Ruanda establert a la Constitució de Ruanda.

## Perfils de la indústria dels mitjans

### Diaris
The New Times és el diari més venut en anglès i el més antic de Ruanda. També és propietari d'un diari conjunt en kinyarwanda, anomenat Izuba Rirashe. El diari ha estat criticar per ser "massa servil" al partit governant de Ruanda, i ser "excessivament optimista". Com a tal, han sorgit competidors en la indústria periodística en anglès en els últims anys, amb la formació d'un altre periòdic en anglès News of Rwanda en 2011. S'han creat altres diaris menors per contrarestar el paper pro-oficial del diari, tal com The Rwandan, Rwanda Eye i Business Daily.
Diversos editors diaris també proporcionen diaris en llengua kinyarwanda, com News of Rwanda i The Rwandan.

### Televisió
La indústria de la televisió de Ruanda està dirigida principalment per l'estatal Rwandan Broadcasting Agency sota la seva subsidiària Rwanda Television. RTV ofereix notícies i entreteniment diaris per al públic ruandès en tres idiomes: anglès, frandès i kinyarwanda. La rutina diària de RTV inclou telenovel·les, notícies televisades i altres comentaris dels convidats, la segona de la qual ha tingut prioritat a causa de la recent insatisfacció pública amb el govern de FPR.

### Ràdio
Vegeu també: Llista d'emissores de ràdio d'Àfrica: Ruanda
De la mateixa manera, la ràdio a Ruanda es duu a terme principalment a través d'una filial de la RBA, Radio Rwanda. The radio station offers only French-language services en 100.7 FM. Com a tal, s'utilitza per complementar altres mitjans que proporcionen principalment serveis en anglès i kinyarwanda, les dues llengües populars a Ruanda. A causa del recent desenvolupament econòmic a Ruanda, la ràdio ha tingut menys precedència entre altres formes de comunicació, i el govern també s'ha centrat a millorar la indústria de la televisió a Ruanda.

### Edició de llibres
Una part important del mercat està controlada per nou editors indígenes, entre els quals quatre han obert llibreries al país. Abans del genocidi ruandès no hi havia editorials a Ruanda. La situació va millorar després de l'incident, amb el primer editor indígena establert al país, Bakame Editions. Des del canvi de segle, les principals editorials d'arreu del món com Oxford University Press i Macmillan Publishers han començat a fer incursions en la indústria editorial local. Tanmateix, l'establiment d'editorials locals i des de l'estranger no ha instituït una cultura de lectura sana a Ruanda, i els editors locals han denunciat el fet que la generació més jove no participa sovint en aquest passatemps. Malgrat el boom de la indústria editorial local, encara no s'ha pogut veure un encanteri de creixement similar en el comerç comercial de llibres. Les llibreries segueixen sent una visió poc freqüent a Rwanda i la primera biblioteca al país es va establir el 2012 a Kigali.

## Regulació legal dels mitjans
S'ha establert una autoritat estatutària d'acord amb la Constitució de Ruanda, anomenada The Media High Council. La missió oficial del consell és guiar la indústria en la reflexió de les tendències de la globalització, dotar a la indústria de les habilitats requerides i realitzar investigacions necessàries per millorar el sector. Les responsabilitats legals del consell s'elaborrn més a més a la secció núm. 03/2013 de la llei. La llibertat de premsa a Ruanda està consagrada en l'article 34 de la Constitució de Ruanda:
"La llibertat de premsa i la llibertat d'informació són reconegudes i garantides per l'Estat".
"La llibertat d'expressió i llibertat d'informació no perjudiquen l'ordre públic i la bona moral, el dret de tots els ciutadans a l'honor, a la bona reputació i a la intimitat de la vida personal i familiar. També es garanteix sempre que no perjudiqui la protecció dels joves i menors".
"Les condicions per exercir aquestes llibertats estan determinades per la llei".
"S'ha establert una institució independent coneguda com el "High Council of the Press ».
"La llei determinarà les seves funcions, organització i funcionament".
Com a tal, és imprescindible que el govern i les persones reconeguin la llibertat de premsa a Ruanda, tal com s'indica a la Constitució de Ruanda. Els mitjans de comunicació han de ser lliures de tota intervenció governamental, i només es regeixen pel Media High Council.

## Llibertat de premsa
Segons Freedom House, la puntuació de llibertat de premsa de Ruanda va ser de 79 en 2015 (0 representa la millor puntuació, 100 representa la pitjor puntuació), i va ser considerada "no lliure" pels seus estàndards. Al llarg dels anys, els periodistes s'han enfrontat a un constant assetjament del govern, inclosos detencions arbitràries i amenaces. Els periodistes també practiquen l'autocensura per por a les represàlies governamentals, donant un cop fort a la llibertat de premsa de Ruanda. El govern també ha participat activament en actes potencialment inconstitucionals d'interferència amb els mitjans de comunicació, prohibint el servei en kinyarwanda de la BBC a Ruanda a causa de l'emissió d'un controvertit documental.